# 日本とナイジェリアの関係
日本とナイジェリアの関係（英語: Japan–Nigeria relations）では、日本とナイジェリアの関係について概説する。

## 両国の比較
|             | ナイジェリア                 | 日本                           | 両国の差                     |
| ----------- | ---------------------------- | ------------------------------ | ---------------------------- |
| 人口        | 2億96万人（2014年）          | 1億2711万人（2015年）          | ナイジェリアは日本の約2.3倍  |
| 国土面積    | 92万3773 km²                 | 37万7972 km²                   | ナイジェリアは日本の約2.5倍  |
| 首都        | アブジャ                     | 東京都                         |                              |
| 最大都市    | ラゴス                       | 東京都区部                     |                              |
| 政体        | 共和制 大統領制 連邦制       | （民主制） 議院内閣制          |                              |
| 公用語      | 英語                         | 日本語（事実上）               |                              |
| 国教        | なし                         | なし                           |                              |
| GDP（名目） | 4481億2043万米ドル（2019年） | 5兆819億6954万米ドル（2019年） | 日本はナイジェリアの約11.3倍 |

## 歴史
1960年10月、日本はナイジェリアを独立と同時に国家承認した。同年12月、日本は在ナイジェリア大使館を開設した。ナイジェリアは、1964年7月に東京に大使館を開設した。しかし20世紀中は、クーデターや軍事政権、ビアフラ共和国独立宣言に端を発するビアフラ内戦などのナイジェリアの政治的混乱があり、両国関係はさほど進展しなかった。交流が活発になったのは、21世紀に入ってからである。

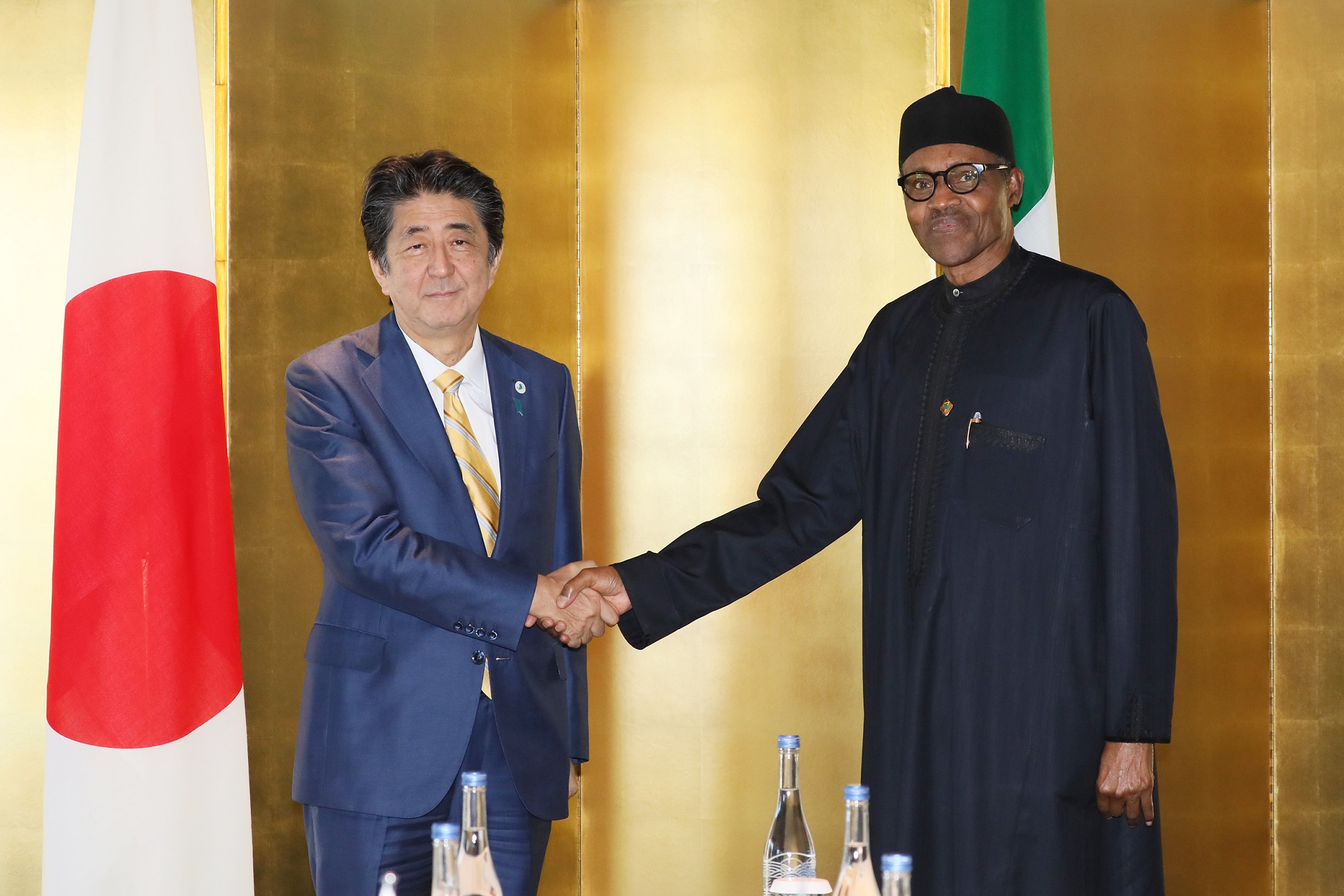
日・ナイジェリア首脳会談（2019年）

要人の往来としては、2001年に当時総理大臣であった森喜朗がナイジェリアを訪問し、一方でナイジェリア側は2001年と2004年にオルシェグン・オバサンジョ大統領が、2009年にグッドラック・ジョナサン大統領が日本を訪れており、いずれも経済的な関係強化を目的としたものであった。現職大統領ムハンマド・ブハリは、2019年に日本を訪れている。
21世紀以降、日本とナイジェリアは要人往来が活発になり、またナイジェリアが国際社会で影響力を発揮する場面も増えた。ナイジェリアは、アフリカ、特に西アフリカでの指導的責務を自認しており、リベリアやシエラレオネ和平の実現に指導力を発揮したほか、アフリカ連合（AU）、西アフリカ諸国経済共同体（ECOWAS）等を通じて積極的なアフリカ外交を展開している（ECOWASの本部はアブジャに所在）。加えて、これまで国連安保理非常任理事国を5回にわたり務めており、国連PKOにも積極的に貢献している。自他共に認めるアフリカのリーダー国の1つであり、日本を含むG7諸国のみならず新興諸国と政治・外交で連携する場面も多い。

## 経済貿易関係
経済的な交流も活発になりつつある。2020年、ナイジェリアの対日輸出額は約733.25億円、主な輸出品は原油、石油製品、ココア、カシューナッツなど。対日輸入額は約305.21億円で、主な輸入品は機械、車両、化学製品。これはヨーロッパ諸国と比較するとまだまだ小さいが、アジア諸国の中ではインドや中国、韓国に次いで大きい。2018年には、日本貿易振興機構がナイジェリアとの貿易関係を強め日本製品の注目を集める為、30を超える日本のブランドが製品が紹介された。続く2019年には横浜市で第七回アフリカ開発会議が開催されたが、その際に日本とナイジェリアは二国間の関係を深め、両国間のビジネスを円滑にするための協議会「Japan Nigeria Business Facilitation Council (JNBFC)」が新たに設置されている。

## 人的交流
民間人の往来もアフリカ諸国の中では活発であり、法務省の在留外国人統計によると、2015年末の時点で2,638人のナイジェリア人が正規に日本に在留登録している。ナイジェリアに所縁がある著名人としては、代表的な人物にボビー・オロゴンがタレントとして活躍しているほか、ピーター・ウタカがサッカー選手として活躍、アメリカ生まれのナイジェリアと日本のハーフである関口メンディーはEXILEのメンバーとして、同じくナイジェリアと日本のハーフであるオコエ瑠偉はプロ野球選手として日本で活躍し、日本の文化面に影響を与えている。

## 外交使節

### 駐日ナイジェリア大使
| 代                   | 氏名                                             | 在任期間            | 官職名       | 備考                                |
| -------------------- | ------------------------------------------------ | ------------------- | ------------ | ----------------------------------- |
| ※1954/7/7 大使館開設 |                                                  |                     |              |                                     |
|                      | オディリ・オビ                                   | 1964年 - 1964年     | 臨時代理大使 |                                     |
|                      | ウスマン・ヨラ                                   | 1964年 - 1965年     | 臨時代理大使 |                                     |
| 1                    | アッバ・アンナス・ババ・ガナ                     | 1965年 - 1968年     | 特命全権大使 | 信任状捧呈は10月8日 初代            |
| 2                    | ジョージ・ダヴ・エドウィン                       | 1968年 - 1973年     | 特命全権大使 | 信任状捧呈は7月2日                  |
| 3                    | イグナティアス・ジュリアス・ダワー・ダーロング   | 1973年 - 1976年     | 特命全権大使 | 信任状捧呈は10月30日                |
| 4                    | ピーター・ルイス・ウドー                         | 1976年 - 1984年     | 特命全権大使 | 信任状捧呈は4月27日                 |
| 5                    | ユスフ・ワキリ・サダ                             | 1984年 - 1987年     | 特命全権大使 | 信任状捧呈は9月13日                 |
| 6                    | マイブカール・ガルバ・ドゴンニャロ               | 1987年 - 1993年     | 特命全権大使 | 信任状捧呈は10月27日                |
|                      | ティティロラ・オルセグン・オデグビレ             | 1993年以降 - 1999年 | 臨時代理大使 |                                     |
| 7                    | オセイミエガ・エマニュエル・オティオティオ       | 1999年 - 2003年     | 特命全権大使 | 信任状捧呈は12月27日                |
|                      | グラント・オケチュク・エヒオブチェ               | 2003年 - 2004年     | 臨時代理大使 |                                     |
| 8                    | アダム・アリュー                                 | 2004年 - 2007年     | 特命全権大使 | 信任状捧呈は7月15日                 |
|                      | ヤハヤ・ダバリ・ザリア                           | 2007年 - 2008年     | 臨時代理大使 |                                     |
| 9                    | ゴッドウィン・ンスデ・アボ                       | 2008年 - 2015年     | 特命全権大使 | 信任状捧呈は4月30日                 |
|                      | イナレグ・ビクター・オガ                         | 2015年 - 2016年     | 臨時代理大使 |                                     |
|                      | ベロ・カザウレ・フセイニ                         | 2016年 - 2017年     | 臨時代理大使 |                                     |
|                      | チンウェ・ソフィー・ンケム‐ンワイグウェ          | 2017年              | 臨時代理大使 |                                     |
| 10                   | モハンメド・ガナ・イサ                           | 2017年 - 2020年     | 特命全権大使 | 信任状捧呈は11月15日 旭日重光章受章 |
|                      | ティワトペ・アデレイェ・エリアスーファティレ     | 2020年 - 2021年     | 臨時代理大使 |                                     |
| 11                   | アブバカ・モリキ・フセイニ                       | 2021年 - 2024年     | 特命全権大使 | 信任状捧呈は8月27日                 |
|                      | ショバンデ・フォラシャデ・オルワトイン           | 2024年              | 臨時代理大使 |                                     |
|                      | アデセケ・アキンイエミ・フローレンス・イエウンミ | 2024年 -            | 臨時代理大使 |                                     |